# Habronattus mexicanus
Habronattus mexicanus es una especie de araña saltadora del género Habronattus, familia Salticidae. Fue descrita científicamente por G. W. Peckham & E. G. Peckham en 1896.
Habita desde los Estados Unidos hasta Panamá, también en el Caribe incluidos Cuba, Honduras, Jamaica y Texas. La especie fue identificada por primera vez en México.

## Sinónimos
- Habrocestum belligerum Peckham & Peckham, 1896
- Habrocestum latens Peckham & Peckham, 1896
- Habronattus belligerus F. O. Pickard-Cambridge, 1901
- Habronattus latens F. O. Pickard-Cambridge, 1901
- Pellenes latens Peckham & Peckham, 1901
- Pellenes belligerus Peckham & Peckham, 1901
- Pellenes hondurasus Roewer, 1951